# Anshan Teng'ao Airport
Anshan Teng'ao Airport är en flygplats i Kina. Den ligger i prefekturen Anshan Shi och provinsen Liaoning, i den nordöstra delen av landet, omkring 90 kilometer sydväst om provinshuvudstaden Shenyang.
Runt Anshan Teng'ao Airport är det tätbefolkat, med 530 invånare per kvadratkilometer. Närmaste större samhälle är Anshan, 11,6 km öster om Anshan Teng'ao Airport. Trakten runt Anshan Teng'ao Airport består till största delen av jordbruksmark.
Genomsnittlig årsnederbörd är 929 millimeter. Den regnigaste månaden är juli, med i genomsnitt 237 mm nederbörd, och den torraste är januari, med 10 mm nederbörd.